# Key Resolve

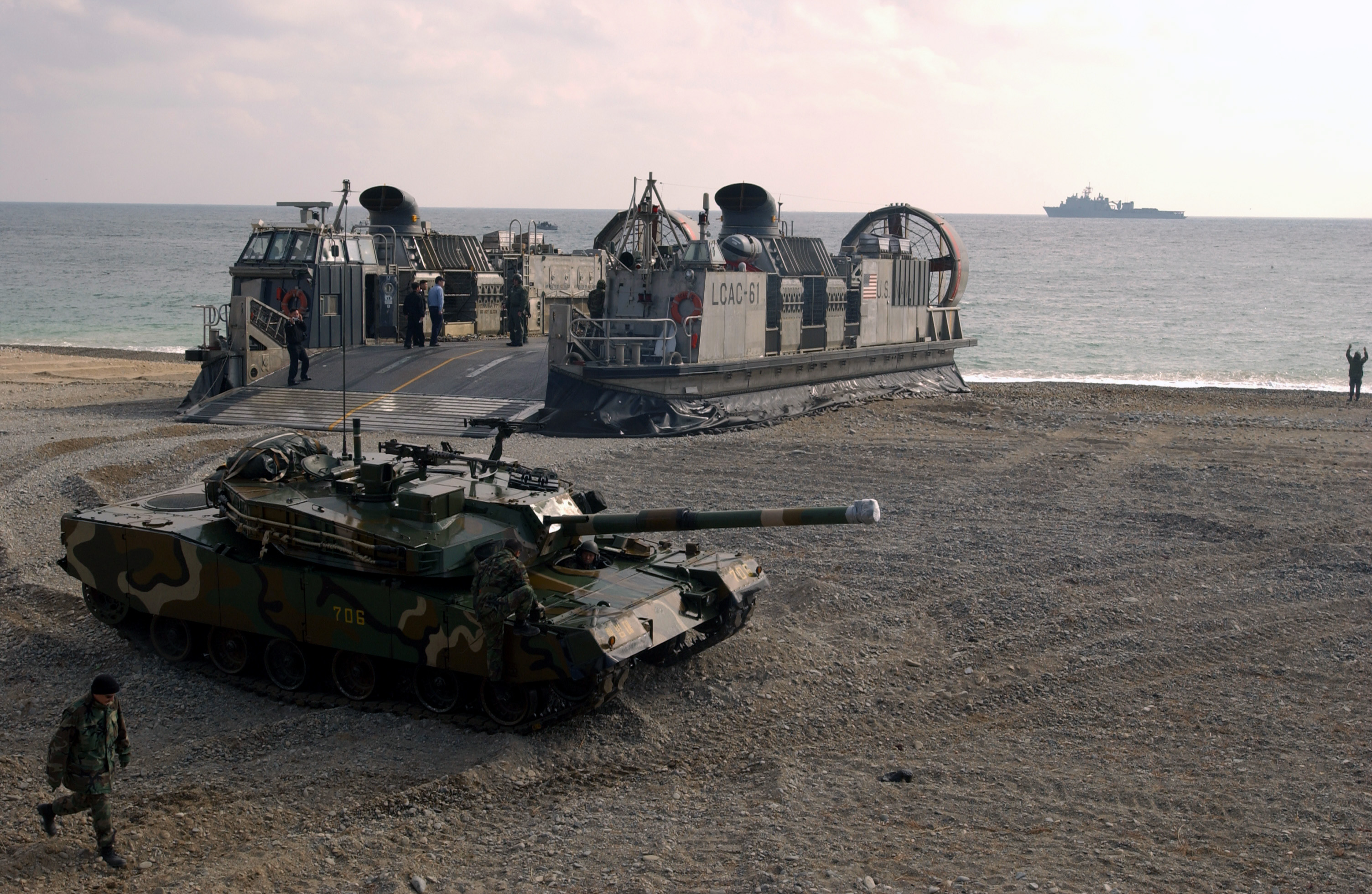
Un char K1 sud-coréen débarque d'un Landing Craft Air Cushioned de l'US Navy durant RSOI/Foal Eagle 2004.

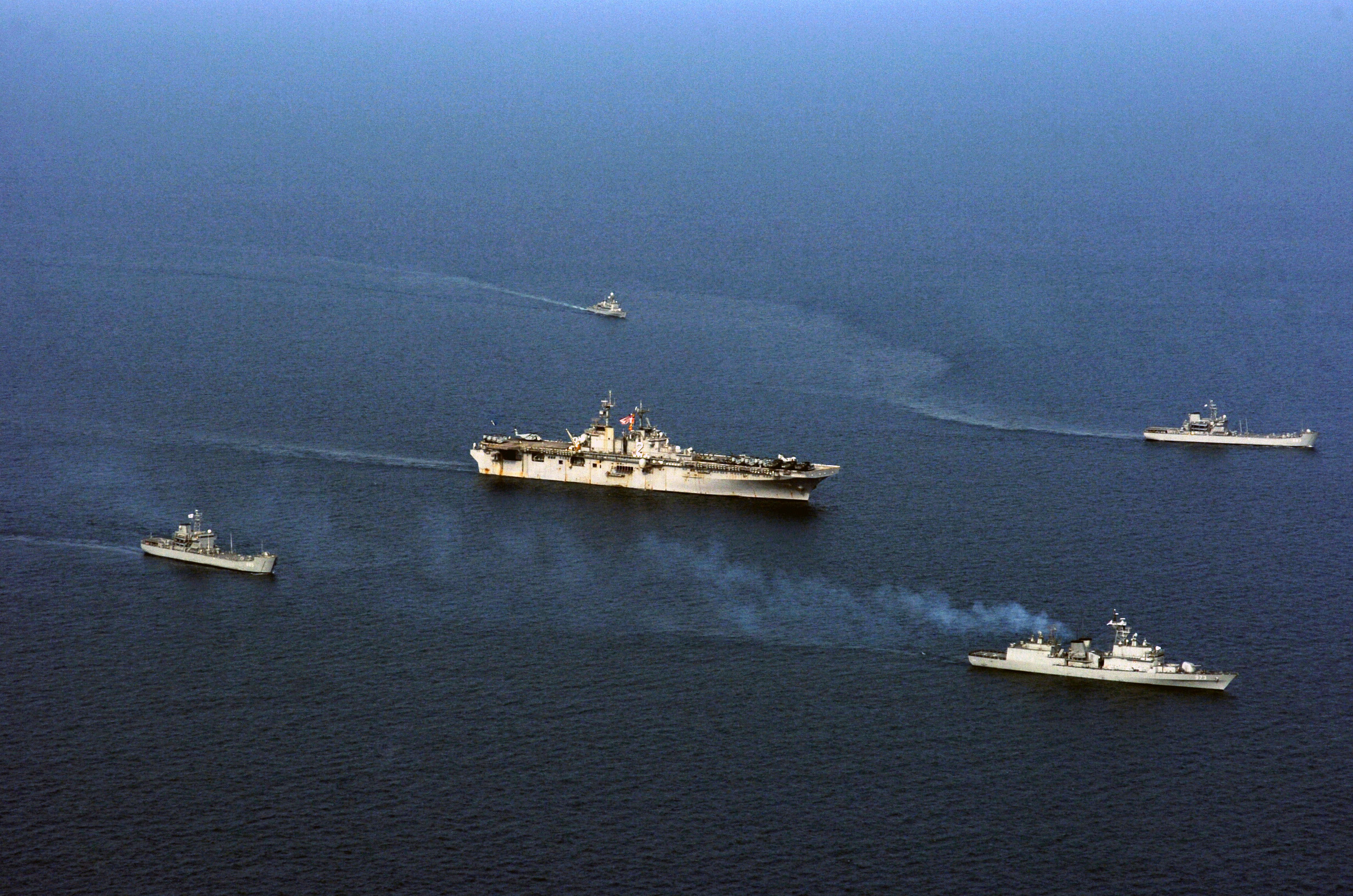
Navires de l'US Navy et de la Marine sud-coréenne lors d'une manœuvre conjointe en mer Jaune, 2006.

Key Resolve et Foal Eagle (auparavant RSOI, Reception, Staging, Onward Movement, Integration entre 1993 et 2007 et Team Spirit entre 1976 et 1993) sont les noms respectifs depuis 2008 d'un exercice militaire annuel de commandement et d'un exercice d'entraînement au combat, menés entre février et avril par les forces armées des États-Unis en Corée (United States Forces Korea) et les forces armées sud-coréennes.
Son déroulement mène régulièrement à des accusations par la Corée du Nord qui affirme que celui-ci est un prélude à une invasion de son territoire par les États-Unis et la Corée du Sud alors qu'il s'agit d'un exercice purement défensif destiné à tester la capacité de la Corée du Sud de se défendre d'une agression extérieure, en étant assistée par les forces armées américaines,.

## Les exercices

### Key Resolve/Foal Eagle 2013
Lors du Key Resolve/Foal Eagle 2013 (KR/FE 13), 10 000 soldats américains et 200 000 Sud-Coréens ont participé à l'exercice, en dépit de la crise des missiles nord-coréens provoquée par le lancement du satellite Kwangmyŏngsŏng 3 numéro 2 par la Corée du Nord et de l'essai nucléaire nord-coréen du 12 février 2013. Les États-Unis ont augmenté leur dispositif militaire en envoyant des bombardiers stratégiques B-52 Stratofortress et B-2 Spirit, des chasseurs F-22 Raptor ainsi qu'un sous-marin nucléaire et 4 destroyers de classe Arleigh Burke du Destroyer Squadron 15 sous le contrôle du United States Pacific Command en Corée.

### Key Resolve/Foal Eagle 2014
Key Resolve 2014 s'est déroulé du 24 février au 3 mars 2014 et Foal Eagle 2014 se déroule du 3 mars au 18 avril 2014. Un troisième exercice du nom de code Ssang Yong (Dragon Double) concernant des manœuvres d'assaut amphibies se déroule du 27 mars au 7 avril 2014. Le 16 février 2014, des responsables sud-coréens de la Défense affirment qu'un navire de guerre nord-coréen a franchi a plusieurs reprises les eaux territoriales sud-coréennes en violation de la ligne de limite nord durant la nuit. L'incursion a eu lieu alors que la Corée du Sud et les États-Unis se préparent à mener Key Resolve/Foal Eagle 2014. Le 2 mars 2014, la Corée du Sud affirme que le Nord a lancé deux missiles à courte portée Scud-C. Ce dernier incident survient avant l'arrivée de quatre navires de guerre américains équipés du système de combat Aegis et d'un sous-marin nucléaire américain (le USS Columbus), et du navire de commandement de la VIIe flotte des États-Unis (USS Blue Ridge) dans les ports sud-coréens pour l'exercice Foal Eagle 2014,.